# هنفلات
هنفلات أو أونفلور (بالإنجليزية: Honfleur)‏ هي مدينة تقع في فرنسا في كالفادوس (إقليم فرنسي). يقدر عدد سكانها بـ 7,425 نسمة ومساحتها 13.67 كيلومتر مربع كم2 وترتفع عن سطح البحر 5 متر، وتصل الكثافة السكانية فيها 540 نسمة/كم.

## أعلام
- إيريك ساتيه[11]
- ألبير سورل[12]
- باسكال ليكوك
- كريستوف روكانكور
- صوفي ماليبرانش
- جاك فيليكس
- ألفونس أليس
- لويس أندلاور

## المدن الشقيقة
- برلينغتون - بلييوس
- فيزيه - فورت آم ماين

## وصلات خارجية
- الموقع الرسمي